# Eine Nacht in Venedig
Eine Nacht in Venedig ist eine „komische Operette“ in drei Akten von Johann Strauss. Das Libretto stammt von Camillo Walzel (Pseudonym: Friedrich Zell) und Richard Genée. Am 3. Oktober 1883 fand die Uraufführung im Neuen Friedrich-Wilhelmstädtischen Theater in Berlin statt. Die Operette dauert knapp drei Stunden. Die Handlung spielt in Venedig um die Mitte des 18. Jahrhunderts und ist eine Verkleidungs- und Verwechslungskomödie mit Liebesverwirrungen zwischen zwei Ständen. 1923 und dann noch einmal 1931 wurde sie durch Erich Wolfgang Korngold erheblich umgearbeitet, eine weitere Fassung stammt von Walter Felsenstein  aus dem Jahr 1954, original wird sie nurmehr sehr selten aufgeführt.

## Entstehung
Einer bekannten Anekdote nach, die allerdings nicht belegt ist, sollen Friedrich Zell und Richard Genée zwei Textbücher für eine neue Operette zur Auswahl fertiggestellt haben: Eine Nacht in Venedig und Der Bettelstudent; Johann Strauss habe das erste Buch gewählt, mit dem anderen begann Carl Millöckers Karriere. Wie viele andere Wiener Operetten ist das Libretto die Bearbeitung einer französischen Opéra-comique (daher die Bezeichnung „komische Operette“): Le Château trompette (1860) von François-Auguste Gevaert. Ein Plagiats-Vorwurf aus Paris zeigte jedoch, dass solche Zweitverwertungen nicht mehr so unproblematisch waren wie noch eine Generation zuvor.
Weil Strauss’ Ehefrau ein Verhältnis mit Franz Steiner, dem Direktor des Theaters an der Wien, begonnen hatte, wollte Strauss die Operette dort nicht uraufführen lassen und nahm das Angebot aus Berlin an. Die Premiere in Berlin wurde zum Misserfolg. Das lag zum Teil an der verworrenen Handlung, zum Teil aber auch an den unterlegten Texten: Das spätere Kopfmotiv des „Lagunenwalzers“ hatte zum Beispiel den Text Nachts sind die Katzen ja grau, da tönt es zärtlich Miau erhalten, was das Premierenpublikum zum lautstarken „Miauen“ animierte.
Für die Erstaufführung am Theater an der Wien wurde das Stück daher umgearbeitet, insbesondere dieser Text eliminiert und auf die vorhandene Melodie Ach wie so herrlich zu schauen, sind all’ die lieblichen Frauen von Genée getextet. Auch die Ouvertüre wurde von Strauss neubearbeitet, so dass diese in einer Berliner Fassung und einer Wiener Fassung im Original vorhanden ist. Das Werk wurde auf diese Weise zu einer auch demonstrativ bejubelten Aufführung gebracht.
Die bekanntesten Musiknummern sind der Lagunenwalzer und das Gondellied. Die Wiener Venedig-Mode hatte später ihren Höhepunkt im Themenpark Venedig in Wien.

## Orchester
Zwei Flöten, zwei Oboen, zwei Klarinetten, zwei Fagotte, vier Hörner, zwei Trompeten, drei Posaunen, eine Harfe, Schlagwerk und Streicher.

## Handlung
Die Operette spielt während des Karnevals in Venedig Mitte des 18. Jahrhunderts.

### Erster Akt
Bild: Platz am Canal Grande
Herzog Guido von Urbino ist in Venedig dafür bekannt, dass er in puncto Frauen nichts anbrennen lässt. Besonders während des Karnevals ist er darauf erpicht, seine Frau mit einer anderen Schönen zu betrügen. Zu diesem Zwecke hat er die Senatoren der Stadt mit ihren Gattinnen zu einem Maskenball eingeladen. Weil aber die Senatoren wissen, was der Lüstling im Schilde führt, haben sie beschlossen, ihre Frauen zu Hause zu lassen. Bartolomeo Delaqua geht sogar noch einen Schritt weiter: Er will seine ihm Angetraute während des Balles im außerhalb der Stadt gelegenen Kloster unterbringen und statt ihrer deren Zofe Ciboletta als Begleitperson mitnehmen. Dieser Plan ist Herzog Guido zu Ohren gekommen. Ausgerechnet die rassige Barbara soll nicht an seinem Fest teilnehmen? Dies muss unter allen Umständen verhindert werden, ist sie doch in diesem Jahr das Objekt seiner Begierde! Er hat sie zwar noch nicht gesehen, aber was man so alles über sie berichtet, hat seine Neugierde geweckt.
Caramello ist nicht nur Guidos Leibbarbier, sondern auch sein Faktotum, das ihm schon so oft in peinlichen Situationen geholfen hat. Er erhält den Auftrag, Barbara Delaqua aufzuspüren und seinem Palazzo zuzuführen.
Die schöne Barbara wiederum verspürt überhaupt keine Lust, den Plänen ihres Mannes Folge zu leisten. Sie ist vielmehr ebenfalls darauf aus, sich während des Karnevals zu amüsieren. In solchen Notsituationen pflegt sie mit dem Fischermädchen Annina die Kleider zu wechseln, um in deren Rolle zu schlüpfen. Mit Annina verbindet sie eine alte Freundschaft, schließlich hatten beide schon als Säuglinge dieselbe Amme gehabt. Barbara hat einen Verehrer, von dem ihr Gatte nichts weiß. Es ist sein Neffe, der charmante Seeoffizier Enrico Piselli. Mit ihm will sie heute das Karnevalstreiben genießen.
Caramello hat herausgefunden, dass ein Gondoliere Delaquas Frau zum Kloster bringen soll. Also drückt er dem jungen Mann ein erkleckliches Sümmchen in die Hand, und schon ist Caramello zu dem bestellten Gondoliere geworden. Jetzt hat er leichtes Spiel, die Schöne seinem Herrn und Meister zuzuführen.

### Zweiter Akt
Bild: Prunksaal im Palazzo des Herzogs
Bei der Ankunft im Palazzo stellt sich heraus, dass Caramello einem Irrtum aufgesessen ist; denn das Mädchen in der Gondel ist nicht des Senators Gattin, sondern das Fischermädchen Annina, das er nur allzu gut kennt. Schließlich hat er ihr schon mehrere Male die Ehe versprochen, aber immer gekniffen, wenn es ernst zu werden drohte. Und nun soll er Annina als Barbara Delaqua seinem Herrn vorstellen? Caramello hat kein gutes Gefühl dabei; doch er sieht keinen anderen Ausweg. Mit eifersüchtigen Blicken registriert er, dass seine Freundin in der Rolle der Senatorengattin eine glänzende Figur macht, und diese selbst kokettiert genüsslich mit ihrer Rolle. Auch der Herzog lässt sich täuschen und ist von der kessen Person aufs Höchste entzückt. Es gelingt ihm allerdings nicht, mit der Angebeteten auch nur eine Minute alleine zu sein.
Als neue Gäste werden Senator Delaqua mit Gattin angemeldet. Der Herzog ist zunächst verwirrt, glaubt er doch, dass letztere schon längst da sei. Annina aber besänftigt ihn: sie selbst sei schon die richtige. Die Begleiterin des Herzogs sei nur die Zofe Ciboletta. Aber diese scheint Pfeffer im Blut zu haben. Gleich macht sie sich an den Herrn des Hauses ran. Ihre Absicht ist, bei ihm eine Stelle für ihren Liebhaber, den Makkaronikoch Pappacoda, zu ergattern. Dies wiederum passt Delaqua überhaupt nicht. Er hat sie schließlich nur deshalb mitgenommen, damit sie für ihn beim Herzog einen Verwalterposten erbitte.

### Dritter Akt
Bild: Auf dem Markusplatz
Inzwischen hat die Festgesellschaft ihr Karnevalstreiben vom Palazzo auf den Markusplatz verlagert. Senator Delaqua staunt nicht schlecht, als er dort seine liebe Gattin am Arm seines Neffen Enrico Piselli flanieren sieht. Eigentlich sollte sie doch noch im Kloster sein! Empört stellt er sie zur Rede. Und wie zieht sich die elegante Dame aus dem Schlamassel? Sie gaukelt ihrem Gatten einfach vor, der Gondoliere habe sie gegen ihren Wunsch ans falsche Ziel gebracht, ja, er habe sie regelrecht entführen wollen. Der teure Enrico aber habe dies bemerkt und sie aus der fatalen Lage befreit. Deshalb müsse auch er Enrico dankbar sein.
Als Senator Delaqua nun seine echte Ehefrau dem Herzog präsentiert, ist dieser verblüfft; schließlich ist sie heute bereits die dritte Dame, die Barbara Delaqua sein soll. Aber wie dem auch sei, er hat an Annina einen solch großen Gefallen gefunden, dass er sie unbedingt auf Dauer in seiner Nähe haben möchte. Da sie aber offenbar mit Caramello liiert ist, ernennt er diesen kurzerhand zu seinem Verwalter. Auf diese Weise wird Annina zwangsläufig des Öfteren im Palazzo auftauchen. Und wenn mal Caramello durch einen Auftrag von ihm verhindert ist, sich um seine Freundin zu kümmern, dann böte sich vielleicht doch noch die Gelegenheit,…

## Fassungen und Bearbeitungen
Die Fassung der Uraufführung wurde bereits für die Erstaufführung in Wien abgeändert. Dazu gehört auch die Ouvertüre, die gegenüber der „Berliner Fassung“, die kaum noch zu hören ist, von Strauss in Teilen neu komponiert wurde („Wiener Fassung“) und in dieser auch heute noch gespielt wird. Verlagsseitig wurde (und wird) allerdings über Jahre hinweg die Variante von Korngolds Bearbeitung 1923 angeboten, die in der Instrumentation erheblich verdickt wurde und gegenüber beiden Fassungen um ein Drittel der Musik eingekürzt wurde.
Gleichwohl wurden und ließen sich die dramaturgischen Mängel nicht so ohne Weiteres beseitigen.
Trotzdem wurde das Werk immer wieder gespielt, allerdings nunmehr zumeist in Bearbeitungen. Die wohl bekannteste der Zeit war die von Carl Hagemann 1916 in Mannheim.
Die im westlichen Europa bekannteste dieser Bearbeitungen stammt von Erich Wolfgang Korngold (1923). Im Zusammenhang mit einer Medien-Debatte um den angeblichen Niedergang der Wiener Operette bearbeitete er als Parteigänger der Konservativen das Stück im Jahr 1923 für das Theater an der Wien. Der Tenor Richard Tauber erhielt darin eine Paraderolle. Diese Fassung ist etwa an der Wiener Volksoper bis in die jüngste Zeit häufig gespielt worden und auch auf Tonträgern präsenter als das Original. Korngold verdickte die Instrumentation und fügte Musiknummern ein, die nicht zum originalen Bestand gehören. Das bekannteste dieser eingefügten Stücke ist das Tenorlied Sei mir gegrüßt, du holdes Venezia, dessen Übernahme aus dem Simplicius erst in den 1970er Jahren schlüssig nachgewiesen werden konnte.
Im östlichen Europa wurde die Bearbeitung von Walter Felsenstein (1954) wesentlich häufiger gespielt. Diese hielt sich, anders als die Bearbeitung von Korngold, deutlicher am Original und vermied die bei Korngold eingearbeiteten Nummern aus anderen Operetten von Strauss. Allerdings wurde in der originalen Bearbeitung von Felsenstein die Ouvertüre eliminiert (die allerdings dann meist von den Theatern trotzdem gespielt wurde), das Stück auf zwei Akte reduziert (was den Entfall einiger Musiknummern bedeutete) und vor allem die Figur der Annina als selbstbewusste und emanzipierte Frau in den Mittelpunkt gerückt.
Durch die zahlreichen Bearbeitungen wurde nach Auffassung von Fritz Racek und dem Strauss-Forscher Hans-Ullrich Barth überdies das Original auf einen Torso reduziert, „… verwässert oder musikalisch verfälscht, im Wert gemindert“.

## Bekannte Musiknummern
Trotz der Bearbeitungen gehört der musikalische Bestand der Operette mit zu den bekanntesten Werken von Johann Strauss:
- Sei mir gegrüßt, du holdes Venetia (entstammt der Korngold-Bearbeitung 1923, original aus der Strauss-Operette Simplicius)[1]
- Willkommen, meine Freunde
- Komm in die Gondel, mein Liebchen, o steige nur ein
- Treu sein, das liegt mir nicht (nur nach der Korngold-Fassung 1923, entstanden aus dem originalen Lied der Annina Was mir der Zufall gab unter Streichung des Mittelteiles, Transponierung um einen halben Ton tiefer und Veränderung der beiden Einleitungstakte als einzige originäre Arbeit von ihm, das originale Lied der Annina ist in der Korngold-Fassung nicht mehr vorhanden)[1]
- Mir ist auf einmal so eigen zumute („Schwipslied“, nach der Korngold-Fassung 1931, eine Textunterlegung zur Annen-Polka (op. 117), nicht original)
- Ach, wie so herrlich zu schaun, sind all die reizenden Fraun, doch willst du einer vertrau'n, dann, Freundchen, auf Sand wirst du baun.
- Alle maskiert, wo Spaß, wo Tollheit und Lust regiert!
- Drum sei fröhlich, sei selig, Venezia, Pappacoda ist da!

## Musikalische Weiterverwendung
Nach Motiven aus dieser Operette entstanden dann eigenständige Werke des Komponisten, die in seinem Werkverzeichnis mit den Opus-Zahlen 411 bis 416 gekennzeichnet sind. Dabei handelt es sich um folgende Werke:
- Lagunen-Walzer, Opus 411
- Pappacoda-Polka, Polka française, Opus 412
- So ängstlich sind wir nicht, Polka schnell, Opus 413
- Die Tauben von San Marco, Polka française, Opus 414
- Annina, Polka Mazurka, Opus 415
- Quadrille, Opus 416

## Verfilmungen
Das Werk wurde mehrfach verfilmt:
- 1933: In der 82 Minuten dauernden deutsch-ungarischen Koproduktion unter der Regie von Robert Wiene, der auch das Drehbuch geschrieben hatte, spielten Tino Patiera, Tina Eilers, Ludwig Stoessel, Oskar Sima und Lizzi von Balla die Hauptrollen. Johann Strauss Musik war nicht im Original zu hören, sondern in einer Bearbeitung von Ladislaus Angyal. Urteil: „Operettenliebe zwischen einem romantischen Heldentenor und einer US-Dollarprinzessin in Venedig. Einfallsloses musikalisches Lustspiel rund um und mit Melodien aus Johann Strauß‘ gleichnamiger Operette.“
- 1941/42: Diesmal führte in der rein deutschen Produktion Paul Verhoeven Regie. Unter seiner Leitung agierten Heidemarie Hatheyer, Lizzi Waldmüller, Harald Paulsen, Hans Nielsen und Erich Ponto. Erneut war die Musik für den Film stark bearbeitet worden, diesmal von dem Gespann Franz Doelle und Willi Lachner. Kritik: „Beim Gastspiel eines Berliner Operettenensembles in Venedig findet ein geschiedenes Sängerpaar wieder zueinander. Die frisch und charmant gespielte Liebeskomödie benutzt die Melodien, nicht aber die Handlung der gleichnamigen Strauß-Operette. Angenehme musikalische Unterhaltung.“
- 1953: Eine Nacht in Venedig (Komm in die Gondel) von Georg Wildhagen, eine österreichische Produktion der Wien-Film mit Hans Olden (Herzog von Urbino), Jeanette Schultze (Annina), Peter Pasetti (Caramello), Marianne Schönauer (Barbara), Alfred Neugebauer (Delaqua), Lotte Lang (Ciboletta), Hermann Thimig (Pappacoda), Egon von Jordan (Benvenuto), Annie Rosar (Agricola), Joseph Egger (Barbuccio), Julia Drapal (Petronella / Solo Tänzerin), Hugo Gottschlich (Francesco) und Heinrich Schweiger (Enrico).
- 1973: Ein deutscher TV-Spielfilm der Unitel Film- und Fernsehproduktionsgesellschaft unter der Regie von Václav Kašlík nach einem Drehbuch von Vratislav Kleger. In den Hauptrollen: Anton de Ridder, Sylvia Geszty, Jon Piso, Julia Migenes und Cesare Curzi.[4]